# グレイプニル
グレイプニル、グレイプニール（Gleipnir）は、北欧神話に登場する魔法の紐（足枷）。フェンリルを捕縛するためにドウェルグ（ドワーフ）たちによって作られ、テュールによってフェンリルに繋がれた。語意は「貪り食うもの」。
「猫の足音」「女の髭」「山の根」「熊の腱」「魚の息」「鳥の唾液」から作られた。これらは、グレイプニルを作るのに使用されたため、この世に存在しなくなったといわれる。

## 脚注

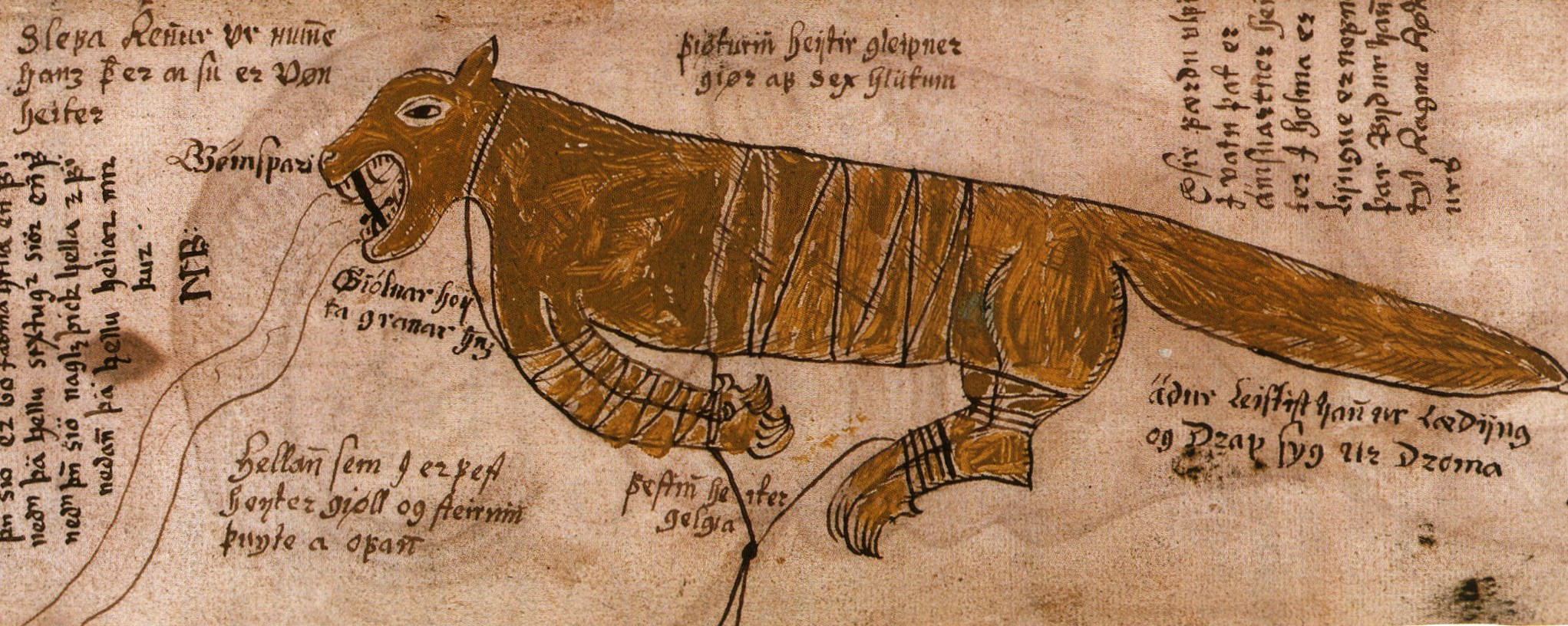
17世紀のアイスランドの写本『AM 738 4to』の挿絵のフェンリル。四肢を拘束する紐が描かれている。